# Saison 3 de Chicago Med
Chronologie
Saison 2 Saison 4
Cet article présente le guide des épisodes de la troisième saison de la série télévisée américaine Chicago Med. Cette saison contient vingt épisodes.

## Généralités
- Aux États-Unis, elle est diffusée depuis le 21 novembre 2017 sur le réseau NBC.
- Au Canada, elle est diffusée le lundi précédent sur le réseau Global afin de prioriser la diffusion en simultané des nouveaux épisodes de la série NCIS : Nouvelle-Orléans avec le réseau CBS.

## Production

### Distribution des rôles
Après avoir fait ses débuts dans la saison 2 en tant que Dr Ava Bekker, Norma Kuhling reviendra dans un rôle récurrent pour la saison 3. Malcolm McDowell est invité pour un épisode. Michel Gill devrait apparaître dans plusieurs épisodes comme Bob Haywood, le père de Reese (Rachel DiPillo) séparé, qui est admis à l'hôpital en tant que patient. Le 22 novembre, il est annoncé qu'Arden Cho se joindrait à la distribution dans un rôle récurrent en tant que Emily Choi, la sœur adoptive d'Ethan (Brian Tee).

## Distribution

### Acteurs principaux
- S. Epatha Merkerson (VF : Virginie Emane) : Sharon Goodwin, la directrice du Chicago Medical Center
- Colin Donnell (VF : Olivier Chauvel) : Dr Connor Rhodes, un chirurgien traumatologiste/cardiothoracique
- Oliver Platt (VF : Yann Guillemot) : Dr Daniel Charles, chef de psychiatrie
- Nick Gehlfuss (VF : Didier Cherbuy) : Dr William « Will » Halstead, chirurgien et frère du détective Jay Halstead
- Yaya DaCosta (VF : Stéphanie Hédin) : April Sexton, une infirmière
- Brian Tee (VF : Sylvain Agaësse) : Dr Ethan Choi, urgentiste, un ancien médecin de l'Armée
- Torrey DeVitto (VF : Véronique Desmadryl) : Dr Natalie Manning, une pédiatre
- Rachel DiPillo (VF : Delphine Rivière) : Dr Sarah Reese, une stagiaire d'urgence, qui sort juste de l'école de médecine
- Marlyne Barrett (VF : Emmanuelle Rivière) : Maggie Lockwood, chef des infirmières des urgences
- Norma Kuhling (VF : Barbara Beretta) : Dr Ava Bekker, un chirurgienne traumatologiste/cardiothoracique

### Acteurs récurrents et invités
- Ato Essandoh (VF : Namakan Koné) : Dr Isidore Latham, chef des chirurgien cardiothoracique
- Roland Buck III (VF : Adrien Larmande) : Dr Noah Sexton, frère d'April et étudiant en médecine
- Mekia Cox (VF : Laetitia Laburthe) : Dr Robyn Charles
- Eddie Jemison (VF : Philippe Siboulet) : Dr Stanley Stohl, chef de la salle d'urgence
- Shay Rose Aljadeff : Dr Leah Bardovi
- Lorena Diaz : Doris, une infirmière
- Marc Grapey : Peter Kalmick
- Brennan Brown (VF : Bruno Dubernat) : Dr Sam Abrams
- Gregory Alan Williams (VF : Saïd Amadis) : Bert Goodwin
- Arden Cho (VF : Marie Giraudon) : Emily Choi
- D. W. Moffett (VF : Philippe Catoire) : Cornelius Rhodes
- James Vincent Meredith (VF : Gunther Germain) : Barry
- Malcolm McDowell : Marvin Jaffrey (épisode 9)
- Erica Gimpel : Lydia Singleton (épisode 16)

### Acteur d'incursion
- David Eigenberg (VF : Franck Capillery) : Christopher Herrmann
- Kara Killmer (VF : Victoria Grosbois) : Sylvie Brett
- Philip Winchester (VF : Jean-Pascal Quilichini) : Substitut du Procureur Peter Stone
- Demore Barnes : Marshall Matthews
- Alex Weisman (en) (VF : Fabien Jacquelin) : Chout
- Jesse Lee Soffer (VF : Thibaut Belfodil) : Détective Jay Halstead
- Elias Koteas (VF : Christian Gonon) : Détective Alvin Olinsky
- Joe Minoso (VF : Loïc Houdré) : Joe Cruz, un pompier
- Taylor Kinney (VF : Thomas Roditi) : Lieutenant Kelly Severide

## Épisodes

### Épisode 1:Secrets et mensonges
- Canada : 20 novembre 2017 sur Global
- États-Unis : 21 novembre 2017 sur NBC
- Suisse : 21 août 2018 sur RTS Un
- Québec : 30 août 2018 sur MAX[4]
- Belgique : 4 janvier 2019 sur RTL-TVI
- France : 27 mars 2019 sur TF1

- États-Unis : 6,19 millions de téléspectateurs[5] (première diffusion)
- Canada : 1,054 million de téléspectateurs[6] (première diffusion + différé 7 jours)

### Épisode 2:100% bio
- Canada : 27 novembre 2017 sur Global
- États-Unis : 28 novembre 2017 sur NBC
- Suisse : 21 août 2018 sur RTS Un
- Québec : 6 septembre 2018 sur MAX
- Belgique : 4 janvier 2019 sur RTL-TVI
- France : 3 avril 2019 sur TF1

- États-Unis : 7,86 millions de téléspectateurs[7] (première diffusion)
- Canada : 1,033 million de téléspectateurs[8] (première diffusion + différé 7 jours)

### Épisode 3:Automédication
- Canada : 4 décembre 2017 sur Global
- États-Unis : 5 décembre 2017 sur NBC
- Suisse : 28 août 2018 sur RTS Un
- Québec : 13 septembre 2018 sur MAX
- Belgique : 11 janvier 2019 sur RTL-TVI
- France : 3 avril 2019 sur TF1

- États-Unis : 6,62 millions de téléspectateurs[9] (première diffusion)
- Canada : 924 000 téléspectateurs[10] (première diffusion + différé 7 jours)

### Épisode 4:Joyeuses fêtes
- Canada : 11 décembre 2017 sur Global
- États-Unis : 12 décembre 2017 sur NBC
- Suisse : 28 août 2018 sur RTS Un
- Québec : 20 septembre 2018 sur MAX
- Belgique : 11 janvier 2019 sur RTL-TVI
- France : 10 avril 2019 sur TF1

- États-Unis : 6,20 millions de téléspectateurs[11] (première diffusion)
- Canada : 1,125 million de téléspectateurs[12] (première diffusion + différé 7 jours)

### Épisode 5:Des hauts et des bas
- Canada : 1er janvier 2018 sur Global
- États-Unis : 2 janvier 2018 sur NBC
- Suisse : 4 septembre 2018 sur RTS Un
- Québec : 27 septembre 2018 sur MAX
- Belgique : 18 janvier 2019 sur RTL-TVI
- France : 10 avril 2019 sur TF1

- États-Unis : 6,96 millions de téléspectateurs[13] (première diffusion)

### Épisode 6:Un choix irréversible
- Canada : 8 janvier 2018 sur Global
- États-Unis : 9 janvier 2018 sur NBC
- Suisse : 4 septembre 2018 sur RTS Un
- Québec : 4 octobre 2018 sur MAX
- Belgique : 18 janvier 2019 sur RTL-TVI
- France : 17 avril 2019 sur TF1

- États-Unis : 6,92 millions de téléspectateurs[14] (première diffusion)
- Canada : 1,099 million de téléspectateurs[15] (première diffusion + différé 7 jours)

### Épisode 7:Un mal pour un bien
- États-Unis /  Canada : 16 janvier 2018 sur NBC / Global
- Suisse : 11 septembre 2018 sur RTS Un
- Québec : 11 octobre 2018 sur MAX
- Belgique : 25 janvier 2019 sur RTL-TVI
- France : 17 avril 2019 sur TF1

- États-Unis : 7,88 millions de téléspectateurs[16] (première diffusion)
- Canada : 1,278 million de téléspectateurs[17] (première diffusion + différé 7 jours)

### Épisode 8:3000 calories
- Canada : 22 janvier 2018 sur Global
- États-Unis : 23 janvier 2018 sur NBC
- Suisse : 11 septembre 2018 sur RTS Un
- Québec : 18 octobre 2018 sur MAX
- Belgique : 25 janvier 2019 sur RTL-TVI
- France : 24 avril 2019 sur TF1

- États-Unis : 6,85 millions de téléspectateurs[18] (première diffusion)
- Canada : 1,077 million de téléspectateurs[19] (première diffusion + différé 7 jours)

### Épisode 9:Le courage de lâcher prise
- Canada : 5 février 2018 sur Global
- États-Unis : 6 février 2018 sur NBC
- Suisse : 18 septembre 2018 sur RTS Un
- Québec : 25 octobre 2018 sur MAX
- Belgique : 1er février 2019 sur RTL-TVI
- France : 24 avril 2019 sur TF1

- États-Unis : 7,36 millions de téléspectateurs[20] (première diffusion)
- Canada : 1,081 million de téléspectateurs[21] (première diffusion + différé 7 jours)

### Épisode 10:Au nom de la loi
- Canada : 26 février 2018 sur Global
- États-Unis : 27 février 2018 sur NBC
- Suisse : 18 septembre 2018 sur RTS Un
- Québec : 1er novembre 2018 sur MAX
- Belgique : 1er février 2019 sur RTL-TVI
- France : 1er mai 2019 sur TF1

- États-Unis : 7,27 millions de téléspectateurs[22] (première diffusion)

### Épisode 11:Hystérie collective
- Canada : 5 mars 2018 sur Global
- États-Unis : 6 mars 2018 sur NBC
- Suisse : 25 septembre 2018 sur RTS Un
- Québec : 8 novembre 2018 sur MAX
- Belgique : 8 février 2019 sur RTL-TVI
- France : 1er mai 2019 sur TF1

- États-Unis : 7,03 millions de téléspectateurs[23] (première diffusion)
- Canada : 1,116 million de téléspectateurs[24] (première diffusion + différé 7 jours)

Le Dr Choi et April traitent un patient retrouvé poignardé dans son appartement et essayent de déterminer si la cause était intentionnelle ou accidentelle.
Pendant ce temps, le père du Dr Reese est en visite à Chicago et tente de reprendre contact avec sa fille. 
Le Dr Manning traite un jeune patient atteint de la coqueluche. Elle découvre alors qu'il l'a contracté après être entré en contact avec un autre enfant n'ayant reçu aucun vaccin dans son enfance.

### Épisode 12:Marqué de naissance
- États-Unis /  Canada : 20 mars 2018 sur NBC / Global
- Suisse : 25 septembre 2018 sur RTS Un
- Québec : 15 novembre 2018 sur MAX
- Belgique : 8 février 2019 sur RTL-TVI
- France : 1er mai 2019 sur TF1

- États-Unis : 6,89 millions de téléspectateurs[25] (première diffusion)
- Canada : 1,127 million de téléspectateurs[26] (première diffusion + différé 7 jours)

Le Dr Manning et le Dr Choi se rendent dans un camp de sans-abri afin d'accoucher une adolescente qui refuse de se rendre à l'hôpital. Pendant ce temps, le Dr Halstead et April sont confrontés à une situation inconfortable lorsqu'ils découvrent que leur patient est un pédophile.

### Épisode 13:Des bonnes et des mauvaises surprises
- États-Unis /  Canada : 27 mars 2018 sur NBC / Global
- Suisse : 2 octobre 2018 sur RTS Un
- Québec : 22 novembre 2018 sur MAX
- Belgique : 15 février 2019 sur RTL-TVI
- France : 8 mai 2019 sur TF1

- États-Unis : 5,81 millions de téléspectateurs[27] (première diffusion)

### Épisode 14:Mesures de confinement
- Canada : 2 avril 2018 sur Global
- États-Unis : 3 avril 2018 sur NBC
- Suisse : 2 octobre 2018 sur RTS Un
- Québec : 29 novembre 2018 sur MAX
- Belgique : 15 février 2019 sur RTL-TVI
- France : 8 mai 2019 sur TF1

- États-Unis : 6,19 millions de téléspectateurs[28] (première diffusion)
- Canada : 1,017 million de téléspectateurs[29] (première diffusion + différé 7 jours)

### Épisode 15:Exorcisme
- États-Unis /  Canada : 10 avril 2018 sur NBC / Global
- Suisse : 9 octobre 2018 sur RTS Un
- Québec : 10 janvier 2019 sur MAX[30]
- Belgique : 22 février 2019 sur RTL-TVI
- France : 15 mai 2019 sur TF1

- États-Unis : 6,51 millions de téléspectateurs[31] (première diffusion)
- Canada : 1,209 million de téléspectateurs[32] (première diffusion + différé 7 jours)

### Épisode 16:Une vérité qui dérange
- Canada : 16 avril 2018 sur Global
- États-Unis : 17 avril 2018 sur NBC
- Suisse : 9 octobre 2018 sur RTS Un
- Québec : 17 janvier 2019 sur MAX
- Belgique : 22 février 2019 sur RTL-TVI
- France : 15 mai 2019 sur TF1

- États-Unis : 6,31 millions de téléspectateurs[33] (première diffusion)
- Canada : 1,049 million de téléspectateurs[34] (première diffusion + différé 7 jours)

### Épisode 17:Parents modèles
- États-Unis /  Canada : 24 avril 2018 sur NBC / Global
- Suisse : 16 octobre 2018 sur RTS Un
- Québec : 24 janvier 2019 sur MAX
- Belgique : 1er mars 2019 sur RTL-TVI
- France : 22 mai 2019 sur TF1

- États-Unis : 6,15 millions de téléspectateurs[35] (première diffusion)
- Canada : 1,213 million de téléspectateurs[36] (première diffusion + différé 7 jours)

### Épisode 18:Fusillade meurtrière
- États-Unis /  Canada : 1er mai 2018 sur NBC / Global
- Suisse : 16 octobre 2018 sur RTS Un
- Québec : 31 janvier 2019 sur MAX
- Belgique : 1er mars 2019 sur RTL-TVI
- France : 22 mai 2019 sur TF1

- États-Unis : 5,84 millions de téléspectateurs[37] (première diffusion)

- Jesse Lee Soffer : Jay Halstead

### Épisode 19:Doutes et certitudes
- États-Unis /  Canada : 8 mai 2018 sur NBC / Global
- Suisse : 23 octobre 2018 sur RTS Un
- Québec : 7 février 2019 sur MAX
- Belgique : 8 mars 2019 sur RTL-TVI
- France : 29 mai 2019 sur TF1

- États-Unis : 5,85 millions de téléspectateurs[38] (première diffusion)

### Épisode 20:Point de chute
- États-Unis /  Canada : 15 mai 2018 sur NBC / Global
- Suisse : 23 octobre 2018 sur RTS Un
- Québec : 14 février 2019 sur MAX
- Belgique : 8 mars 2019 sur RTL-TVI
- France : 29 mai 2019 sur TF1

- États-Unis : 5,62 millions de téléspectateurs[39] (première diffusion)